# Lăng Fushimi Momoyama

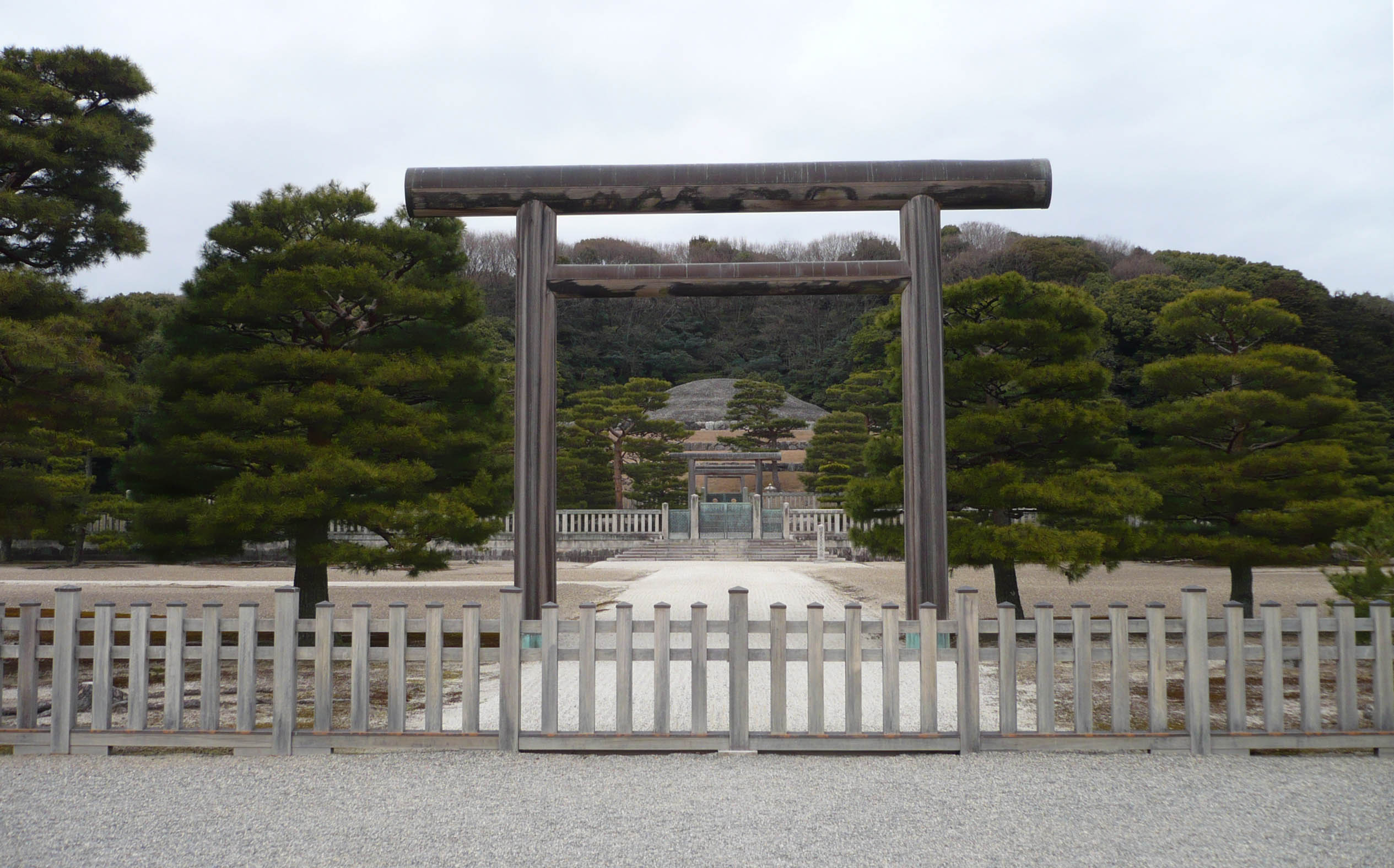
Lăng Fushimi Momoyama

Lăng Fushimi Momoyama (伏見桃山陵 Fushimi Momoyama no Misasagi) là một lăng mộ hoàng gia nằm tại đồi Momoyama, khu Fushimi, thành phố Kyōto, tỉnh Kyōto, Nhật Bản. Nơi đây an táng Thiên hoàng Minh Trị và vợ cả của ông, Hoàng hậu Shōken.